# Krstenica
Krstenica je zaradi svoje odprte lege ena najbolj razglednih bohinjskih planin. Leži na nadmorski višini 1670 m visoko na planoti zahodno od Voj.
Planina je redkeje obiskana, saj pot ni markirana ali vključena, v katero izmed planinskih tur. Najlažji dostop je s planine Blato.